# Прекопа (Штригова)
46°28′ пн. ш. 16°20′ сх. д. / 46.47° пн. ш. 16.33° сх. д.
Прекопа (хорв. Prekopa) — населений пункт у Хорватії, у Меджимурській жупанії у складі громади Штригова.

## Населення
Населення за даними перепису 2011 року становило 234 осіб.
Динаміка чисельності населення поселення:

## Клімат
Середня річна температура становить 9,83 °C, середня максимальна – 23,51 °C, а середня мінімальна – -6,19 °C. Середня річна кількість опадів – 854 мм.
| Клімат поселення                              | Клімат поселення | Клімат поселення | Клімат поселення | Клімат поселення | Клімат поселення | Клімат поселення | Клімат поселення | Клімат поселення | Клімат поселення | Клімат поселення | Клімат поселення | Клімат поселення | Клімат поселення |
| Показник                                      | Січ.             | Лют.             | Бер.             | Квіт.            | Трав.            | Черв.            | Лип.             | Серп.            | Вер.             | Жовт.            | Лист.            | Груд.            |                  |
| Середній максимум, °C                         | 5,00             | 6,92             | 11,28            | 15,48            | 20,52            | 23,51            | 23,46            | 22,98            | 18,96            | 13,86            | 8,22             | 4,22             |                  |
| Середня температура, °C                       | −0,59            | 1,33             | 5,68             | 9,88             | 14,91            | 17,91            | 19,65            | 19,16            | 15,13            | 10,04            | 4,41             | 0,40             |                  |
| Середній мінімум, °C                          | −6,19            | −4,26            | 0,09             | 4,29             | 9,32             | 12,32            | 15,82            | 15,34            | 11,32            | 6,22             | 0,59             | −3,42            |                  |
| Норма опадів, мм                              | 40               | 43               | 57               | 66               | 74               | 97               | 95               | 89               | 82               | 76               | 77               | 58               |                  |
| Середньомісячна швидкість вітру, м/с          | 1.96             | 2.20             | 2.55             | 2.60             | 2.43             | 2.16             | 2.10             | 1.89             | 1.90             | 1.95             | 2.06             | 2.06             |                  |
| Середньомісячна сонячна радіація, кДж/м²·день | 4038             | 6768             | 10520            | 14910            | 18929            | 20802            | 21228            | 18584            | 13802            | 8604             | 4481             | 3253             |                  |
| --------------------------------------------- | ---------------- | ---------------- | ---------------- | ---------------- | ---------------- | ---------------- | ---------------- | ---------------- | ---------------- | ---------------- | ---------------- | ---------------- | ---------------- |
| Джерело:                                      |                  |                  |                  |                  |                  |                  |                  |                  |                  |                  |                  |                  |                  |